# العازفات
العَازِفَات أول فرقة موسيقية نسائية في تونس وفي العالم العربي، أسستها الفنانة أمينة الصرارفي عام 1992. تختص هذه الفرقة في أداء الموشحات الأندلسية والموسيقى الكلاسيكية العربية، وهي تتكون من 12 إلى 15 منشدة وعازفة على العود والقانون والناي والكمان الأجهر والدربوكة والطار وأحيانًا البيانو.

## وصلات خارجية
- العازفات على موقع ميوزك برينز (الإنجليزية)